# Ella at Zardi’s
Ella at Zardi’s ist ein posthum erschienenes Album von Ella Fitzgerald. Die am 2. Dezember 1956 entstandenen Aufnahmen von einem Auftritt der Sängerin im Februar 1956 im Club Zardi’s in Los Angeles erschienen am 1. Dezember 2017 als Vinylpressung und als Compact Disc auf Verve Records.

## Hintergrund
Das Album enthält die erste Aufnahme, die für das damals neue Verve-Label von Norman Granz entstand. Als Granz Fitzgerald für sein Label Verve unter Vertrag nahm, versuchte er, ihr virtuoses Talent auf die gleiche Weise in Szene zu setzen, wie er es seit Mitte der 1940er-Jahre mit den Jazz-at-the-Philharmonic-Konzerten getan hatte. Ein Auftritt der Sängerin in Zardis Jazzland vom 2. Februar 1956, begleitet von Don Abney, Vernon Alley und Frank Capp nach 2½ Wochen Live-Auftritten wurde aufgenommen. Allerdings blieb der Mitschnitt zunächst doch unveröffentlicht. Das nur eine Woche später aufgenommene Album Ella Fitzgerald Sings the Cole Porter Song Book wurde als ihr Debüt bei Verve Records veröffentlicht.
Granz stellt Fitzgerald auf der Bühne vor ihrem ersten Set vor und trifft dabei die Bewertung: „Für mich ist sie die Größte, die es gibt.“ Man hört dann Fitzgeralds Premiere von „It All Depends on You“, einem Pop-Standard, der auf keinem Album von Fitzgerald veröffentlicht wurde. In Ella at Zardi’s hört man, wie Fitzgerald spielerisch Anfragen entgegennimmt und mit der Menge Witze macht. Interessanterweise singt sie angesichts der bevorstehenden Aufnahmesitzung nur eine Cole-Porter-Melodie – auf Wunsch des Songwriters Gordon Jenkins, der im Publikum war (so Nate Chinen). Und der erbetene Song „My Heath Belongs to Daddy“ gehört zu den Porter-Songs, die nicht auf ihrem Studioalbum erscheinen sollten. Stattdessen umfasst die Set-Liste beliebte Hits des Tages – wie „The Tender Trap“, das sie für Decca Records aufgenommen hatte. Zu den dargebotenen Songs zählen „A Fine Romance“ und „Gone with the Wind“. Fitzgerald zitierte in ihrer Version von „I Can’t Give You Anything but Love“ auch frühere Fassungen von Rose Murphy und Louis Armstrong. Zudem widmete sie „A-Tisket, A-Tasket“ seinem Co-Autoren Van Alexander, der in der Nähe der Bühne saß. Die Aufnahme wurde am 2. Februar 1956 gemacht, zweieinhalb Wochen nach Fitzgeralds Engagement im Club. Wenige Tage später, am 7. Februar, betrat sie das Capitol Records Studio, um mit der Aufnahme ihres Verve-Debüts Ella Fitzgerald Sings the Cole Porter Songbook zu beginnen. Damit begann ihre wegweisende Reihe von Songbook-Alben, ein Durchbruch sowohl für Fitzgerald als Aufnahmekünstler als auch für das Great American Songbook selbst.

## Titelliste

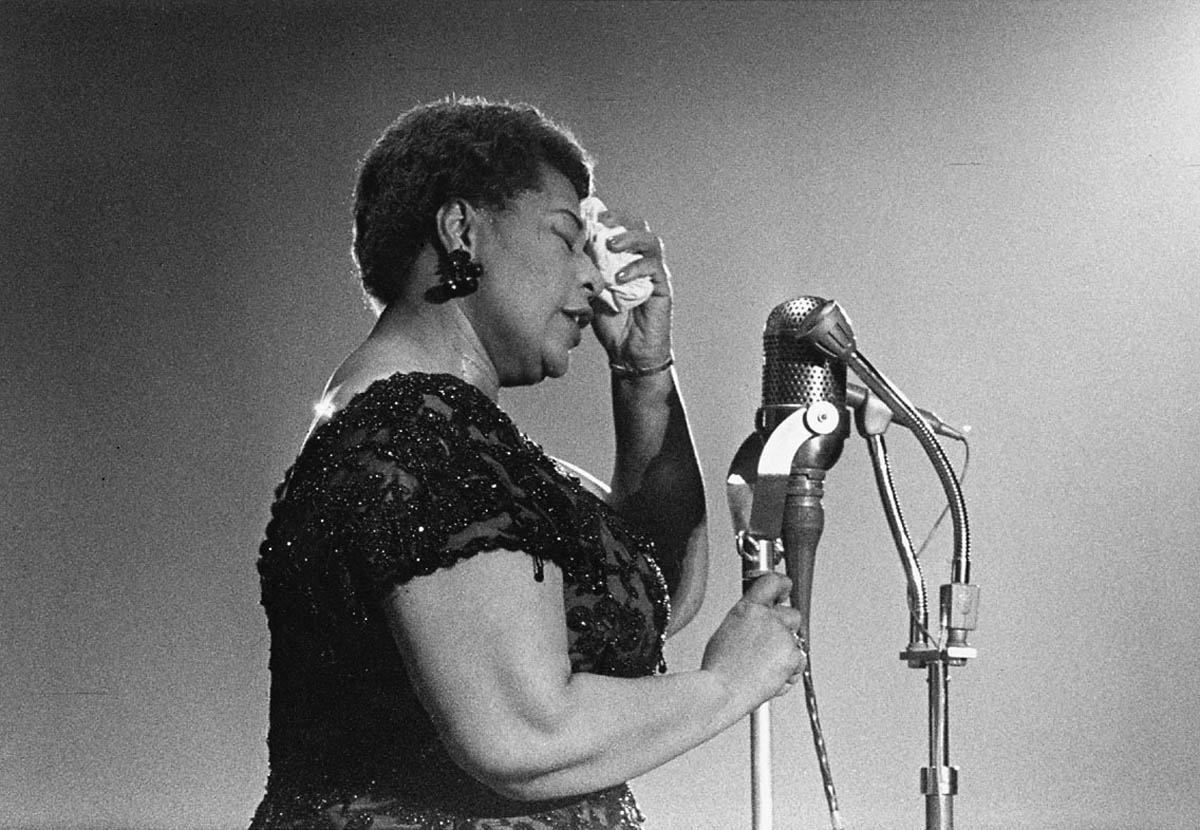
Ella Fitzgerald 1961

- Ella Fitzgerald – Ella at Zardi’s (Verve Records – B0027422-02)[2]
- First Set

1. It All Depends On You (Buddy DeSylva, Lew Brown, Ray Henderson) 2:28
2. Tenderly (Jack Lawrence, Walter Gross) 3:14
3. Why Don’t You Do Right? (Joe McCoy) 3:28
4. Cry Me a River (Arthur Hamilton) 4:07
5. In a Mellow Tone (Duke Ellington, Milt Gabler) 2:50
6. Joe Williams’s Blues (Ella Fitzgerald) 2:41
7. A Fine Romance (Dorothy Fields, Jerome Kern) 2:29
8. How High the Moon (Morgan Lewis, Nancy Hamilton) 3:32
9. Gone with the Wind (Allie Wrubel, Herb Magidson) 4:38
10. Bernie’s Tune (Bernie Miller) 4:05

- Second Set

1. 'S Wonderful (George Gershwin-Ira Gershwin) 2:06
2. Glad to Be Unhappy (Richard Rodgers-Lorenz Hart) 2:53
3. Lullaby of Birdland (George Weiss, George Shearing) 2:28
4. The Tender Trap (Sammy Cahn-Jimmy Van Heusen) 3:07
5. And the Angels Sing (Johnny Mercer, Ziggy Elman) 3:36
6. I Can’t Give You Anything but Love (Jimmy McHugh-Dorothy Fields) 4:19
7. Little Boy (a.k.a Little Girl) (Francis Henry, Madeline Hyde) 1:48
8. A-Tisket, A-Tasket (Ella Fitzgerald, Van Alexander) 2:27
9. My Heart Belongs to Daddy (Cole Porter) 3:11
10. Airmail Special (Benny Goodman, Charlie Christian, Jimmy Mundy) 3:14
11. I’ve Got a Crush on You (George Gershwin-Ira Gershwin) 3:34

## Rezeption
Nach Ansicht von Matt Collar, der das Album bei Allmusic rezensierte, sei der Wechsel der Sängerin zu Verve gelungen, „und historisch gesehen waren die Verve-Jahre Fitzgeralds fruchtbarste Zeit, als sie sich von einer populären Sängerin zu einer kreativ einflussreichen und kommerziell erfolgreichen Jazzikone entwickelte. Während all ihr Talent hier gezeigt wird, ist der Charme des Albums, wie intim, zurückhaltend und scheinbar von der Stange alles klingt“.
Nate Chinen schrieb in WBGO, der Mitschnitt halte Fitzgerald in einem entscheidenden Moment ihrer Karriere in entspannter, großartiger Form fest. „Das Album enthält zwei aufeinanderfolgende Sets, von denen jedes ein anschauliches Beispiel für Fitzgeralds Live-Funken als Improvisator, ihre luftdichte Kontrolle über Rhythmus und Tonhöhe und ihre scherzhafte Bindung an ein Publikum ist. Sie teilte ein Engagement im Club mit dem Bebop-Klarinettisten Buddy DeFranco, und die Stimmung im Raum war sowohl aufmerksam als auch ausgelassen. Was auf dem gesamten Album neben Fitzgeralds bloßer Meisterschaft deutlich wird, ist ihre Präsenz im Moment. Sie reagiert auf die Menge und speist sich aus ihrer Energie.“ Nate Chinen zitierte die Aussage von Tad Hershorn, einem langjähriger Archivar am Institut für Jazzstudien an der Rutgers University in Newark: „Ihre Beziehung zum Publikum und das Publikum zu ihr schafft einfach die perfekte Situation, in der Sie Feuer, trockenen Zunder und eine Brise haben.“ Ella at Zardi’s sei ein leuchtendes Beispiel, resümiert Chinen. „Es hat die silberne, schwer fassbare Magie von etwas, das niemals wiederholt werden kann, obwohl wir das Glück haben, dass es dokumentiert wurde.“